# Agnès de Peitieu
Agnès de Peitieu, Agnès de Poitiers o Agnès d'Aquitània (1105-1159) va ser reina d'Aragó durant el seu breu matrimoni amb el Ramir II d'Aragó, antic monjo. La parella es va separar després del naixement del seu únic descendent, la reina Peronella d'Aragó, i es va retirar als monestirs. Agnès va escollir l'Abadia de Fontevrault, des d'on va continuar participant en els afers dels seus fills des del seu primer matrimoni amb el vescomte Aimery V de Thouars.

## Primer matrimoni
Agnès era la filla del duc Guillem IX d'Aquitània i de la comtessa Felipa de Tolosa. Era homònima de la seva tia Agnès d'Aquitània, dona del rei Pere I d'Aragó i Navarra. El seu primer matrimoni, amb el vescomte Aimery V de Thouars, es va celebrar abans del 9 de gener de 1117, quan la parella va confirmar les possessions de l'abadia de Saint-Laon de Thouars. Abans de la mort d'Aimery el 1127, la parella va tenir tres fills:
- Guillem I (mort el 1151), va succeir al seu pare[1]
- Guiu, senyor d'Oiron[1] (mort cap al 1149)
- Jofre IV de Thouars (mort el 1173), va succeir a Guillem[1]

## Segon matrimoni
El 13 de novembre de 1135 a la catedral de Jaca, antiga capital del Regne d'Aragó, Agnès es va casar amb el rei Ramir II, un monjo que havia renunciat al bisbat de Roda per succeir al seu germà sense fills Alfons el Bataller. L'autor anònim contemporani de la Chronica Adefonsi Imperatoris atribueix la iniciativa en el matrimoni de Ramir als aragonesos:
Van escollir rei el germà d'Alfons. Aquest home era monjo, i es deia Ramir. Li van donar per dona la germana del comte de Poitiers. Tot i que això era un gran pecat, els aragonesos ho van fer, perquè havien perdut el seu rei i volien que hi hagués descendència de la família reial... El rei Ramir va anar a trobar la seva dona, i ella va concebre i va donar a llum una filla... Va transferir el regne a la seva filla i va reconèixer els seus pecats. Després va fer penitència.
L'edat d'Agnès (uns trenta anys) i la fecunditat provada en el seu anterior matrimoni van ser probablement els principals motius pels quals els aragonesos la van buscar. El germà d'Agnès, el duc Guillem X, també va ser un dels pocs partidaris regionals de l'antipapa Anaclet II, que, com a reclamant més dèbil del papat, se'l podia convèncer per donar suport a l'irregular (i no canònic) adhesió de Ramir. El dot d'Agnès era una església de Loscertales.
En un document que es va escriure el mateix mes del seu matrimoni, Ramir declara que "no va prendre esposa per luxúria carnal, sinó per restaurar la sang i el llinatge" (uxorem quoque non carnis libidine, set sanguinis ac proienici restauratione duxi). Historiadors medievals posteriors i també moderns, avergonyits pel menyspreu del dret canònic, van inventar explicacions per conciliar el matrimoni d'un bisbe amb allò que es portava entre els seus contemporanis. La Crònica de San Juan de la Peña del segle xiv registra que es van enviar missatgers al papa per obtenir la dispensa adequada. La traducció aragonesa de la mateixa crònica posa en dubte l'estatus religiós de Ramir ("algunes cròniques diuen que no estava en ordes sagrades", algunas cronónicas dizen que no era en sacres órdenes). En el segon Concili del Laterà de 1139, l'església, potser influenciada pel cas de Ramir i Agnès, va declarar nuls els matrimonis dels clergues. Abans d'això, eren matrimonis legítims, però il·legals.

## Regnat
El primer diploma reial conegut en què Agnès apareix com a reina és un original datat el 29 de gener de 1136. A l'agost Agnès havia donat a llum una filla, Peronella. L'última aparició d'Agnès en un document aragonès és de l'octubre de 1136, la donació conjunta amb el seu marit d'un molí i un cavall a Loscertales per al monestir de San Pedro de Antefruenzo. Ella i Ramir podrien haver-se separat poc temps després d'això. El seu germà va morir fent el pelegrinatge a Santiago de Compostel·la el 3 d'abril de 1137. Probablement, va ser durant el seu pas per la península ibèrica quan es va obtenir el seu consentiment a la proposta de matrimoni de l'infanta Peronella; no hi ha proves que Agnès participés en l'organització del futur de la seva filla.
En una sèrie d'actes entre l'11 d'agost i el 13 de novembre de 1137, Ramir va prometre la seva filla amb el poderós comte Ramon Berenguer IV, va fer jurar als seus súbdits fidelitat al comte i després li va lliurar el poder reial. Fet el traspàs de poder, Ramir va tornar a la vida religiosa i Agnès es va retirar a l'Abadia de Fontevrault, on havia viscut la seva mare. Segons els registres hi va estar entre 1141 i 1147, i allí va morir cap al 1159.